# Mikael Agricola
Mikael Agricola (Pernaja, Finnország, kb. 1510 – Kuolemanjärvi, Finnország, 1557. április 9.) a finn irodalmi nyelv megteremtője, reformátor, egyházi személy.

## Fiatalkora, iskolái
Születésének pontos évét nem ismerjük, feltételezések szerint 1510-ben, tehát a reformáció kezdete előtt hét évvel született Pernaja (sv. Pernå) nevű faluban, Finnország Nyland tartományában (a Finn-öböl partján, Kotka és Helsinki között). A település ma is kétnyelvű (svéd és finn), feltételezések szerint maga Agricola is kétnyelvű családba született.
Első tanára a helyi egyházközség elöljárója volt, aki rávette Agricola szüleit, hogy gyermeküket beírassák Viipuri (sv. Viborg, or. Bыборг) latin tannyelvű iskolájába. Ebben az iskolában kapta latin nevét is: Agricola, azaz „földművelő”, „mezőgazda”, apja foglalkozása után.
Ezt követően Turkuban (sv. Åbo) a turkui püspök írnoka, majd titkára lett, és papnak tanult.
1536-tól 1539-ig a németországi Wittenbergában, a reformáció kezdetének fellegvárában tanult, Luther Márton és Philipp Melanchthon tanítványa volt. A reformáció szelleme egész további életét, tevékenységét meghatározta, mely elsősorban a hitújítást és a finn nyelvű írásbeliség, illetve irodalmi nyelv megteremtését jelenti.
Hazatérése után a turkui teológia rektora, majd 1548-ban a turkui püspök helyettese lett. 1554-ben a turkui püspökség kettéosztásakor Agricola kapta meg az 1550 óta üresen álló turkui püspöki széket.
1557-ben Agricola tagja volt az orosz cárhoz küldött követségnek, amely február 21. és március 24. Moszkvában között tárgyalásokat folytatott, melyeknek eredménye novgorodi béke néven ismert. Április 9.én megbetegedett, és Uusikirkkóban halt meg. A viipuri templomban temették el, de a sír pontos helye nem ismert.

## Életműve

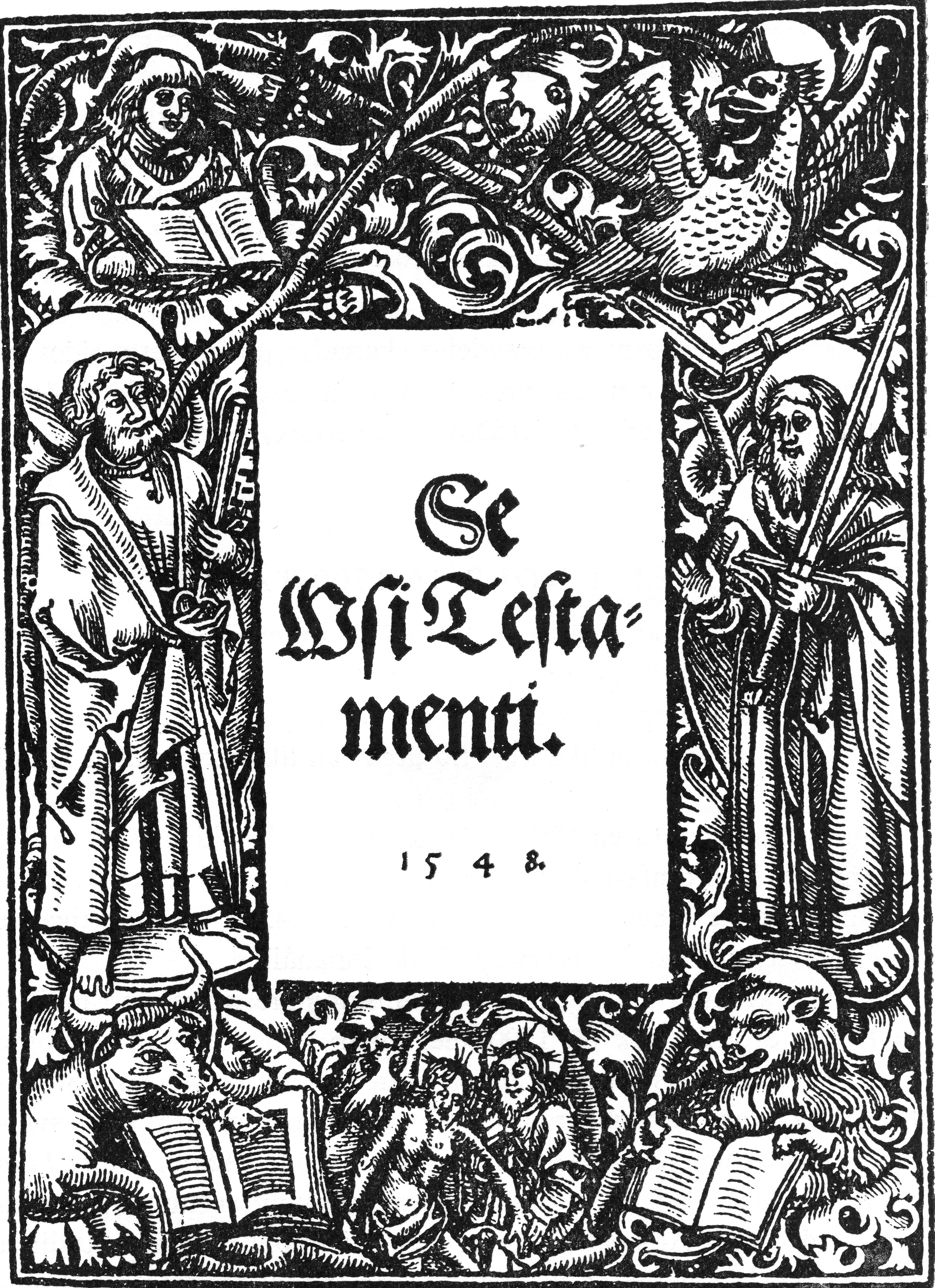
Az első finn nyelvű Újszövetség címlapja

A reformáció szellemében (mely középpontba helyezte az anyanyelvi igehirdetést és a Biblia lefordítását a nemzeti nyelvekre), Agricola sok fontos művet fordított finnre. 1548-ban jelent meg tőle az első finn nyelvű Újszövetség (Se Wsi Testamenti, mai helyesírással Uusi Testamentti). A finn fordítás a görög (koiné) eredetit vette alapul, felhasználva Luther német és Rotterdami Erasmus latin verzióját, valamint az ekkor már teljes egészében svédre fordított Bibliát is. Az Ószövetség finn változatának azonban csak egy részét tudta elkészíteni, főként a Zsoltárok és a Próféták könyvéből készített fordítása 1551–1552-ben jelentek meg. Lefordította Luther katekizmusát és az egyházi szertartáskönyvet is.
Bár tevékenységének nagy részét a fordítások tették ki, a finn nyelvű irodalmiság szempontjából igen értékesek az általa publikált fordítások előszavai, valamint az első finn nyelvű könyv az Abc-kiria (Abécés könyv), mely 1537 és 1543 között jelent meg. E műve tartalmazza a legrégebbről fennmaradt finn nyelvű rímes verset. 1544-ben zsoltároskönyvet adott ki.
Történelmi jelentősége, hogy megteremtette a finn irodalmi nyelvet, amelyhez több nyelvjárás elemeit is felhasználta, számos új szóval gazdagította a finn nyelvet. Neki köszönhető például, hogy a finn nyelvnek saját szava van az elefántra: norsu. Kép alapján valószínűleg a rozmárhoz (finnül mursu) találta hasonlónak.
Életművének terjedelme mintegy 2400 nyomtatott oldal. Műveiben körülbelül 6000 különböző szó fordult elő, amelyek közül 4450 ma is használatos.

## Emlékezete
Az Amerikai Evangélikus-Lutheránus Egyház évente április 10-én emlékezik Agricola püspökre.
A helsinki Mikael Agricola-templom viseli nevét.
2007-ben, halála után 450 évvel, Agricola megjelent egy 10 eurós emlékérmén.
1557. április 9-én bekövetkezett halála napjának évfordulója, amely egyben Elias Lönnrot születésnapja is, a finn nyelv napja.